# Marcel Hackbart
Marcel Hackbart (* 1987 in Röbel/Müritz) ist ein deutscher Psychologe.

## Leben
Marcel Hackbart wuchs im  Landkreis Müritz auf und besuchte das Joliot-Curie-Gymnasium in Röbel/Müritz. Er studierte von 2007 bis 2013 Psychologie (Diplom) an der Universität Osnabrück. In der Zeit von 2013 bis 2019 arbeitete er als Wissenschaftlicher Mitarbeiter am Institut für Pädagogische Psychologie der Technischen Universität Braunschweig, an der er auch 2021 seine Promotion (Dr. phil.) zum Thema Kompetenzerwartungen von Lernenden an Lehrpersonen abschloss. An der Hochschule Merseburg studierte  Hackbart von 2019 bis 2022 außerdem berufsbegleitend Angewandte Sexualwissenschaft (M.A.). In der Akademie Waldschlösschen arbeitete er von 2020 bis 2022 als Bildungsreferent im Kompetenznetzwerk zum Abbau von Homosexuellen- und Trans*feindlichkeit (bestehend aus dem Bundesverband Trans* e. V. (BVT*), dem Familien- und Sozialverein des Lesben- und Schwulenverbandes in Deutschland (LSVD e. V.) mit Intergeschlechtliche Menschen e. V. und der Stiftung Akademie Waldschlösschen). Seit 2022 ist Marcel Hackbart Hochschullehrer und seit 2023 Professor für Psychologie an der Fachhochschule des Mittelstands. Neben diesen Tätigkeiten engagierte sich Hackbart u. a. im Fachbeirat der Bundesstiftung Magnus Hirschfeld, bei Gay in May e. V. und der Niedersächsischen Aidshilfe e. V. (heute: Landesverband Sexuelle Gesundheit Niedersachsen e. V.).

## Forschung
Marcel Hackbart forscht zur Sozialen Wahrnehmung und Kognition, insbesondere in der Lehr-Lern-Interaktion sowie in der Sozialen Arbeit. In seiner Arbeit zu Kompetenzerwartungen in der Lehr-Lern-Interaktion kategorisierte er selbsterfüllende Prophezeiungen in selbstbezogene (z. B. Placebo- und Nocebo-Effekt), fremdbezogene (z. B. Pygmalion-Effekt) und Erwartungs-Erwartungseffekte (z. B. Andorra-Effekt).
Darüber hinaus hat er sich mit Themen der Sexuellen Bildung und Sozialisation zugewundt. So entstanden zwei Sammelbände mit dem Titel „Gesunde Vielfalt pflegen“ zur Sensibilisierung im Umgang mit queeren Menschen im Gesundheitswesen, die aufgrund von Vorurteilen und Diskriminierung oft ein geringeres Wohlbefinden und eine schlechtere Gesundheit haben.
In seiner wissenschaftlichen Tätigkeit fokussiert Marcel Hackbart (quantitativ-)empirische Forschung.

## Publikationen

### Monografien
- Die Lehrperson als Golem oder Galatea. Empirische Untersuchungen zu Kompetenzerwartungen von Lernenden an Lehrpersonen. Springer, Wiesbaden 2022, ISBN 978-3-658-39443-1, doi:10.1007/978-3-658-39444-8.

### Herausgegebene Sammelbände
- Gesunde Vielfalt pflegen. Zum Umgang mit sexueller und geschlechtlicher Vielfalt in Gesundheit, Pflege und Medizin. Waldschlösschen Verlag, Göttingen 2020, ISBN 978-3-937977-18-8.
- Gesunde Vielfalt pflegen Band 2. Ansätze zu sexueller und geschlechtlichter Vielfalt in Prävention, Intervention und Rehabilitation. Waldschlösschen Verlag, Göttingen 2021, ISBN 978-3-937977-22-5.

### Artikel (Auswahl)
- mit Simon Merz, Niels Graf, Stefan Timmermanns: The relationship between minority stress, resources, and health among German gay and bisexual men. In: Sexuality & Culture, 28, Nr. 6, ISSN 1095-5143, S. 2581–2607, doi:10.1007/s12119-024-10244-w.
- mit Mariça Rapior, Barbara Thies: Wie werden Erziehungsberatende in Abhängigkeit von Geschlechts- und ethnischer Zugehörigkeit kognitiv repräsentiert? In: Zeitschrift für Soziologie der Erziehung und Sozialisation, 40, Nr. 3, 2020, ISSN 1436-1957, S. 116–132, doi:10.3262/ZSE2002116.
- mit Barbara Thies: Die Bedeutung von Ausbildung, Erfahrung und Wissen in der Sexualerziehung für Lehrkräfte – eine Bestandsaufnahme. In: Herausforderung Lehrer_innenbildung, 3, Nr. 1, 2020, ISSN 2625-0675, S. 225–235, doi:10.4119/hlz-2523.
- mit Melanie Misamer, Barbara Thies: Der Umgang mit Macht in der Sozialen Arbeit. Einschätzungen aus der Kinder- und Jugendhilfe. In: Soziale Arbeit, 66, Nr. 12, 2017, ISSN 0490-1606, S. 450–456, doi:10.5771/0490-1606-2017-12-450.